# Гайрангерфьорден
Гайрангерфьорден (на норвежки: Geirangerfjorden) е фиорд на Норвежко море, разположен във вътрешността на фюлке Мьоре ог Ромсдал в Норвегия.
Фиордът Гайрангерфьорден има дължина около 15 km и се влива във фиорда Сюнюлвсфьорден. На брега му е разположен град Гайрангер. Гайрангерфьорден е популярен туристически обект и през 2005 година е включен, заедно с Неройфьорд, в Списъка на световното наследство на ЮНЕСКО.